# Moldavië op de Olympische Winterspelen 2002
Tijdens de Olympische Winterspelen van 2002, die in Salt Lake City (Verenigde Staten) werden gehouden, nam Moldavië voor de derde keer deel.

## Deelnemers en resultaten
(m) = mannen, (v) = vrouwen 

### Biatlon
| Olympiër           | Discipline              | Resultaat | Prestatie                                    |
| ------------------ | ----------------------- | --------- | -------------------------------------------- |
| Mihail Gribușencov | 10 km sprint (m)        | 83e       | 30.02,2 (+5.10,9) pen.: 2 (1 + 1)            |
| Mihail Gribușencov | 20 km (m)               | 84e       | 1:05.58,5 (+14.55,2) pen.: 7 (2 + 2 + 1 + 2) |
| Valentina Ciurina  | 7,5 km sprint (v)       | 51e       | 23.49,7 (+3.08,3) pen.: 1 (0 + 1)            |
| Valentina Ciurina  | 10 km achtervolging (v) | 48e       | +7.12,0 pen.: 5 (2 + 1 + 2 + 0)              |
| Valentina Ciurina  | 15 km (v)               | 62e       | 58.40,8 (+11.11,7) pen.: 6 (1 + 1 + 3 + 1)   |

### Langlaufen
| Olympiër       | Discipline                       | Resultaat | Prestatie                   |
| -------------- | -------------------------------- | --------- | --------------------------- |
| Ion Bucsa      | 30 km vrije stijl massastart (m) | 67e       | 1:32.48,9 (+21.17,9)        |
| Elena Gorohova | sprint (v)                       | 55e       | dnq, kwal.:3.43,82 (+31,06) |
| Elena Gorohova | 15 km vrije stijl massastart (v) | dnf       | opgave                      |

### Rodelen
| Olympiër    | Discipline | Resultaat | Prestatie                                              |
| ----------- | ---------- | --------- | ------------------------------------------------------ |
| Liviu Cepoi | mannen     | 38e       | 3.07,943 (+10,002) (47,161 / 47,353 / 46,604 / 46,825) |

Amerikaanse Maagdeneilanden · Andorra · Argentinië · Armenië · Australië · Azerbeidzjan · België · Bermuda · Bosnië en Herzegovina · Brazilië · Bulgarije · Canada · Chili · China · Chinees Taipei · Costa Rica · Cyprus · Denemarken · Duitsland · Estland · Fiji · Finland · Frankrijk · Georgië · Griekenland · Groot-Brittannië · Hongarije · Hongkong · Ierland · IJsland · India · Iran · Israël · Italië · Jamaica · Japan · Joegoslavië · Kameroen · Kazachstan · Kenia · Kirgizië · Kroatië · Letland · Libanon · Liechtenstein · Litouwen · Macedonië · Mexico · Moldavië · Monaco · Mongolië · Nederland · Nepal · Nieuw-Zeeland · Noorwegen · Oekraïne · Oezbekistan · Oostenrijk · Polen · Roemenië · Rusland · San Marino · Slovenië · Slowakije · Spanje · Tadzjikistan · Thailand · Trinidad en Tobago · Tsjechië · Turkije · Venezuela · Verenigde Staten · Wit-Rusland · Zuid-Afrika · Zuid-Korea · Zweden · Zwitserland

Uitgesloten van deelname: Puerto Rico